# 中樂村 (臺灣)
23°33′26.1″N 120°25′48.3″E / 23.557250°N 120.430083°E
中樂村是民雄轄下的行政區，民雄昔稱「打貓」，此地本是舊時洪雅平埔族所居的打貓社，是當時洪雅族的中樞。日治時期在此設立的民雄放送局，說明了這裡的樞紐位置。如今的民雄，是嘉義縣十八的鄉鎮中，人口最多、也是教育及工商業最為發達的鄉鎮，不似其他農村總是憂心人口外流。東邊有台一線和縱貫鐵路相繼經過，也隔開了鄉內的二種地形：左邊是平原、右邊是山坡。多樣的地形條件，為民雄的農業發展帶來了更多的選擇和發展潛力。在平原有稻米、雜糧、甘蔗和蓮藕，在丘陵則是鳳梨、金桔和竹筍等。

## 地理
中樂村為民雄市區核心三個村的中央位置故稱為「中樂村」。
地形狹長，由南向北。南邊緊臨民雄大排，東有好收大排及縱貫鐵路、公路，西邊距離1公里有高速公路，北至民權路止，交通非常方便。

## 聚落歷史
中樂村（1935）年，民國二十四年，將之前的保改為村，本村多屬商業區和住宅區，只有下土庫仔有部分農業區。村內機關有鄉公所、鄉民代表會、衛生所、民雄國小、鄉立圖書館。中樂村目前已成為本鄉行政、商業的重心。本村商業集中在中樂路、民生路、昇平路、民雄市場和大士爺廟旁急待重建的無名路上。新改建的民雄市場，明亮舒適，衛生上改善許多，各式貨品齊全，無形中也帶動了更多商機。目前大士爺廟路周邊道路急需早日重新規劃，讓民雄文化美食能吸引更多的遊客及饕客。

## 教育
中樂村目前有民雄國小一所，成立已壹百多年，培育許多傑出校友。國中學區為民雄國中。

## 文化資源
民眾信仰中心，大士爺廟﹙已列三級古蹟﹚ 、創建於乾隆九年（1744），坐南朝北，是一座三川帶左右過水廊，山門雙脊硬山式的廟宇建築，昭和二十年（1945）年二月十四日下午一點，第二次世界大戰，遭受砲擊，民雄受轟炸機炸彈侵襲，民眾傳說大士顯靈神威顯赫，化險為夷，把彈片化開飛插入樑，沒傷及信眾，此彈片一塊現存於樑上。還有觀世音廟、騎虎王廟、媽祖廟、保生大帝廟、聖公聖媽廟外，還有農會右鄰的民雄基督教會，有形及無形文化資產豐富珍貴。

## 景點
除了大士爺廟﹙已列三級古蹟﹚、騎虎王廟、保生大帝廟、聖公聖媽廟外，還有農會右鄰的民雄基督教會。

## 產業
有農特產品展售及小吃美食，也有鳳梨襪娃娃、鵝蛋夜燈彩繪、鵝寶寶黏土手工燈龍親子DIY，古蹟、歷史建築巡禮等。